# Aranytrupiál
Az aranytrupiál (Icterus auratus) a madarak osztályának verébalakúak (Passeriformes) rendjébe, azon belül a csirögefélék (Icteridae) családjába tartozó faj.

## Rendszerezése
A fajt Charles Lucien Jules Laurent Bonaparte francia ornitológus írta le 1850-ben.

## Előfordulása
Mexikóban, a Yucatán-félszigeten és Belize északi részén honos. Természetes élőhelyei a szubtrópusi és trópusi lombhullató erdők és mocsári erdők. Állandó, nem vonuló faj.

## Megjelenése
Testhossza 21 centiméter.

## Életmódja
Ízeltlábúakkal, gyümölcsökkel és nektárral táplálkozik.

## Természetvédelmi helyzete
Az elterjedési területe nagy, egyedszáma pedig stabil. A Természetvédelmi Világszövetség Vörös listáján nem fenyegetett fajként szerepel.